# Jasmijn Dijsselhof
Jasmijn Dijsselhof (Hattem, 30 juni 2001) is een Nederlands voetbalster die uitkomt voor PEC Zwolle in de Eredivisie.

## Carrière
Dijsselhof begon te voetballen bij haar plaatselijke voetbalclub VV Hattem. In 2016 maakte de ze overstap naar het naastgelegen SV Hatto Heim, na een seizoen ging ze echter naar de jeugdopleiding van PEC Zwolle. In december 2018 zat ze voor het eerst bij de wedstrijdselectie. In de zomer van 2019 ging ze studeren in de Verenigde Staten en speelde ze haar wedstrijden voor Bowling Green State University. In 2023 keerde ze terug naar Nederland om te gaan spelen voor haar oude club PEC Zwolle. Ze tekende een contract tot medio 2024.
Op 26 april 2024 verlengde Dijsselhof haar contract in Zwolle tot medio 2026.

### Carrièrestatistieken
| Seizoen                         | Club            | Land            | Competitie         | Competitie | Competitie | Beker | Beker | Internationaal | Internationaal | Overig | Overig | Totaal | Totaal |
| Seizoen                         | Club            | Land            | Competitie         | Wed.       | Dlp.       | Wed.  | Dlp.  | Wed.           | Dlp.           | Wed.   | Dlp.   | Wed.   | Dlp.   |
| ------------------------------- | --------------- | --------------- | ------------------ | ---------- | ---------- | ----- | ----- | -------------- | -------------- | ------ | ------ | ------ | ------ |
| 2018/19                         | PEC Zwolle      | Nederland       | Vrouwen Eredivisie | 0          | 0          | 0     | 0     | –              | –              | 0      | 0      | 0      | 0      |
| 2023/24                         | PEC Zwolle      | Nederland       | Vrouwen Eredivisie | 22         | 2          | 1     | 0     | –              | –              | –      | –      | 23     | 2      |
| 2024/25                         | PEC Zwolle      | Nederland       | Vrouwen Eredivisie | 11         | 0          | 0     | 0     | –              | –              | 0      | 0      | 11     | 0      |
| Carrière totaal                 | Carrière totaal | Carrière totaal | Carrière totaal    | 33         | 2          | 1     | 0     | 0              | 0              | 0      | 0      | 34     | 2      |
| Bijgewerkt tot 22 december 2024 |                 |                 |                    |            |            |       |       |                |                |        |        |        |        |

## Interlandcarrière

### Nederland onder 16
Op 18 februari 2017 debuteerde Dijsselhof bij het Nederland –16 in een vriendschappelijke wedstrijd tegen Engeland –16 (4–1).
| Interlands van Jasmijn Dijsselhof | Interlands van Jasmijn Dijsselhof | Interlands van Jasmijn Dijsselhof | Interlands van Jasmijn Dijsselhof | Interlands van Jasmijn Dijsselhof | Interlands van Jasmijn Dijsselhof |
| №                                 | Datum                             | Wedstrijd                         | Uitslag                           | Soort wedstrijd                   | Doelpunten                        |
| Als speelster bij SV Hatto Heim   | Als speelster bij SV Hatto Heim   | Als speelster bij SV Hatto Heim   | Als speelster bij SV Hatto Heim   | Als speelster bij SV Hatto Heim   | Als speelster bij SV Hatto Heim   |
| --------------------------------- | --------------------------------- | --------------------------------- | --------------------------------- | --------------------------------- | --------------------------------- |
| 1.                                | 18 februari 2017                  | Nederland – Engeland              | 4 – 1                             | Vriendschappelijk                 | 0                                 |
| 2.                                | 20 februari 2017                  | Duitsland – Nederland             | 0 – 2                             | Vriendschappelijk                 | 0                                 |

### Nederland onder 15
Op 28 maart 2016 debuteerde Dijsselhof bij het Nederland –15 in een vriendschappelijke wedstrijd tegen Tsjechië –15 (0–0).
| Interlands van Jasmijn Dijsselhof | Interlands van Jasmijn Dijsselhof | Interlands van Jasmijn Dijsselhof | Interlands van Jasmijn Dijsselhof | Interlands van Jasmijn Dijsselhof | Interlands van Jasmijn Dijsselhof |
| №                                 | Datum                             | Wedstrijd                         | Uitslag                           | Soort wedstrijd                   | Doelpunten                        |
| Als speelster bij VV Hattem       | Als speelster bij VV Hattem       | Als speelster bij VV Hattem       | Als speelster bij VV Hattem       | Als speelster bij VV Hattem       | Als speelster bij VV Hattem       |
| --------------------------------- | --------------------------------- | --------------------------------- | --------------------------------- | --------------------------------- | --------------------------------- |
| 1.                                | 28 maart 2016                     | Tsjechië – Nederland              | 0 – 0                             | Vriendschappelijk                 | 0                                 |
| 2.                                | 30 maart 2016                     | Tsjechië – Nederland              | 0 – 0                             | Vriendschappelijk                 | 0                                 |
| 3.                                | 27 april 2016                     | Nederland – Duitsland             | 3 – 3                             | Vriendschappelijk                 | 0                                 |
| 4.                                | 29 mei 2016                       | Nederland – België                | 2 – 0                             | Vriendschappelijk                 | 0                                 |